# Skäringsbol

Skäringsbol är en stadsdel i södra Kristinehamn som består av främst villabebyggelse runt gården med samma namn. Den nya villabebyggelsen uppfördes i slutet av 1970-talet. Skäringsbol gränsar i söder till Dye och Märsta.
Elsa Skäringer-Larsson, pionjär inom svensk pedagogik, växte upp på gården.